# Andrés González
Andrés Felipe González Ramírez (ur. 8 stycznia 1984 w Cali) – kolumbijski piłkarz występujący na pozycji obrońcy.

## Kariera klubowa
González karierę rozpoczynał w 2003 roku w zespole América Cali. Sezon 2006 spędził na wypożyczeniu w chilijskim CSD Colo-Colo. W tamtym sezonie wywalczył z nim mistrzostwo faz Apertura oraz Clausura. Z klubem dotarł także do finału Copa Sudamericana. Potem wrócił do Amériki, w której spędził jeszcze sezon 2007.
W 2008 roku González odszedł do Independiente Santa Fe. W 2009 roku zdobył z nim Puchar Kolumbii. W trakcie sezonu 2011 przeniósł się do drużyny Junior Barranquilla. W tym samym roku wywalczył z nią mistrzostwo fazy Finalización.

## Kariera reprezentacyjna
W reprezentacji Kolumbii González zadebiutował w 2004 roku. W tym samym roku został powołany do kadry na turniej Copa América. Zagrał na nim w meczach z Wenezuelą (1:0), Peru (2:2), Kostaryką (2:0), Argentyną (0:3) oraz Urugwajem (1:2), a Kolumbia zakończyła rozgrywki na 4. miejscu.
W 2005 roku González znalazł się w drużynie na Złoty Puchar CONCACAF. Nie wystąpił jednak na nim w żadnym spotkaniu, a Kolumbia odpadła z turnieju w półfinale.